# Mord (dokumentarfilm)
|  | Denne artikel er oprettet af botten Steenthbot ud fra en ekstern database. Den kan derfor have sproglige fejl eller mangler. Denne skabelon kan fjernes efter kontrol af indholdet. |

Mord er en dansk dokumentarfilm fra 2009 instrueret af Andreas Johnsen efter eget manuskript.

## Handling
I Nicaragua er abort forbudt ved lov. Selv hvis en graviditet viser sig at kunne koste en kvinde livet, vil hun blive fængslet for at vælge en abort. Denne situation er resultatet af en pagt mellem Nicaraguas præsident, den tidligere socialistiske revolutionære Daniel Ortega og den magtfulde katolske kirke. Filmen bringer publikum helt tæt på de udsatte kvinder i Nicaragua og de modige mennesker, der forsøger at hjælpe kvinderne og bekæmpe konsekvenserne af dette politiske spil om magten.